# Sigge Bergman
Sigfrid Wilhelm Bergman detto Sigge (Luleå, 31 luglio 1905 – Rättvik, 6 gennaio 2001) è stato uno sciatore alpino, giornalista e dirigente sportivo svedese, presidente della Federazione sciistica della Svezia dal 1952 al 1961 e segretario generale della Federazione Internazionale Sci dal 1961 al 1979.

## Biografia

### Carriera sciistica
Dopo un soggiorno in Austria e Svizzera (1935-1936), introdusse lo sci alpino in Svezia dove, negli anni trenta, vinse diverse competizioni nazionali.

### Carriera giornalistica

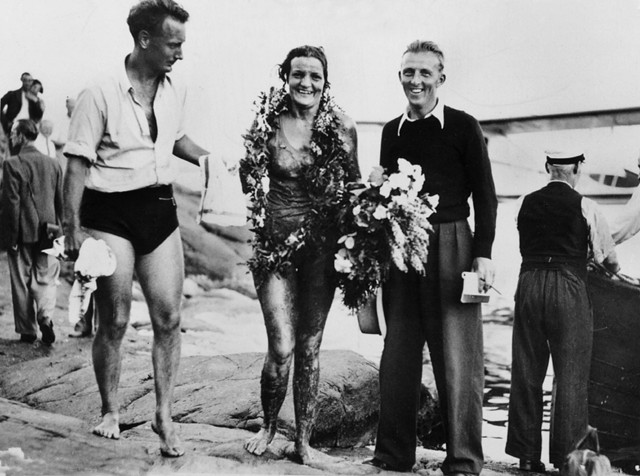
I giornalisti Sigge Bergman (a destra) e Staffan Tjerneld (a sinistra) festeggiano la nuotatrice Sally Bauer al termine della sua traversata del Mare delle Åland (1938)

Nelle vesti di giornalista o di delegato tecnico seguì numerose edizioni dei Giochi olimpici, a partire da quelli estivi di Berlino 1936 e da quelli invernali di Garmisch-Partenkirchen 1936, e varie altre manifestazioni sportive. Fu anche direttore responsabile, dal 1955 alla morte (2000), di tutte le pubblicazioni ufficiali della Federazione sciistica svedese; dal 1978 colobarò anche con l'Olympic Review.

### Carriera dirigenziale
Dal 1939 al 1976 ricoprì vari incarichi dirigenziali all'interno dalla Federazione sciistica della Svezia, tra cui la presidenza (1952-1961). Fu anche segretario generale del Comitato Olimpico svedese, guidando in tale veste la delegazione svedese ai Giochi olimpici di Monaco di Baviera 1972 e Montréal 1976.
Fu il fondatore del Comitato tecnico per lo sci nordico, che presiedette dal 1946 al 1961, e poi segretario generale della Federazione Internazionale Sci dal 1961 al 1979. Nel 1954 guidò il comitato organizzatore dei Campionati mondiali di sci alpino e dei Campionati mondiali di sci nordico, tenutisi entrambi in Svezia (rispettivamente a Åre e aFalun).

## Onorificenze
- Collare d'argento dell'Ordine olimpico (1997)[senza fonte]
- Ordine di Vasa[senza fonte]
- Medaglia di Sua Maestà il Re di Svezia (1988)[senza fonte]
- Ordine al merito della Repubblica Italiana[senza fonte]

Bergman fu inoltre membro onorario di diverse associazioni sportive:
- Federazione Internazionale Sci
- Federazione sciistica della Svezia
- Federazione Svizzera di Sci
- Comitato Olimpico svedese
- Federazione sciistica del Regno Unito
- Ski Club Arlberg
- Kandahar Ski Club